# Pride (canción de Amy Macdonald)
Escrita por Amy Macdonald y producida por Pete Wilkinson, "Pride" fue lanzada como el segundo sencillo de su tercer álbum de estudio el 13 de agosto de 2012.  La canción se posicionó en Bélgica y Reino Unido en los puestos 89 y 187 respectivamente.

## Antecedentes
En una entrevista con la BBC, Breakfast el 11 de junio de 2012, dijo que se inspiró para componer la canción cuando cantaba el Himno Nacional de Escocia, en Hampden Park. También dijo que tiene la suerte de haber podido cantarla  antes de todos los partidos internacionales de Escocia, ya que ha sido un enorme privilegio y honor para ella.

## Actuaciones en directo
El 7 de julio de 2012 interpretó la canción en "T in the Park" en la tienda del rey "Tut Wah Wah". El 7 de agosto de 2012 interpretó la canción en un  espectáculo de televisión, mostrado en otros 30 países incluyendo Sudáfrica, EE. UU. e Italia. El 14 de agosto de 2012 interpretó la canción en El show de Rob Brydon.

### Antecedentes
El 11 de julio de 2012 Amy, en su cuenta de Twitter, informó  que estaba filmando el vídeo. Éste fue lanzado por primera vez en YouTube el 6 de agosto de 2012, con una duración de tres (3) minutos y veinticuatro (24) segundos. Poco después de que el vídeo se colgara en la red, tuvo que ser retirado de YouTube por cuestiones técnicas. Un nuevo vídeo fue subido a YouTube poco después.

### Sinopsis
El vídeo de "Pride" comienza con Amy cuando camina junto al río Clyde en Glasgow. Se muestra a continuación, Amy cantando en un techo en el centro de Glasgow. El vídeo también muestra un pueblo de Escocia, incluyendo un futbolista y un chico joven que caminan a Hampden Park, dos chicas jóvenes en un combate de Judo, un agricultor, una familia, dos marineros, un hombre que lleva la antorcha olímpica, un local, un equipo de fútbol y un soldador. El vídeo también muestra las proyecciones de Loch Lommond, Hampden Park y tomas aéreas de Glasgow.

### Recepción
El 6 de agosto de 2012, después de que el video fue subido a YouTube, Amy apareció en  Twitter diciendo: "Estoy muy contenta de que todo el mundo  esté disfrutando del video Pride! Estoy muy contenta con él y me encanta. Todas las personas que verdaderamente han ayudado #Pride". Cuando el video fue retirado de YouTube, ella escribió en Twitter: "Tiene unos problemas técnicos, ¡obtendrá el video de Pride lo antes posible! ¡Lo siento!". Cuando el vídeo se puso de nuevo en YouTube, ella escribió " ¡ahora se puede ver todo el video Pride! ¡Perdón por la demora! ¡¡suerte!! ;-) ".

## Lista de canciones
| descarga digital |         |               |                |          |  |
| N.º              | Título  | Letras        | Productor      | Duración |  |
| 1.               | «Pride» | Amy Macdonald | Pete Wilkinson | 3:22     |  |

## Posición en listas
| Lista (2012)                                          | Posición position |
| ----------------------------------------------------- | ----------------- |
| Bélgica (Flandes) (Ultratip Bubbling Under)           | 39                |
| Sencillos de Inglaterra (The Official Charts Company) | 190               |